# Тереза Грюнбаум
Тереза Грюнбаум (нім. Therese Grünbaum; (24 серпня 1791, Відень — 30 січня 1876, Берлін) — австрійська оперна співачка (сопрано).
Дочка композитора Венцеля Мюллера  і його другої дружини. Спочатку навчалась музики та співів у батька, дебютувала ще в дитинстві в опері Ф. Кауера «Діва Дуна». З 1807 року виступала в Празькому оперному театрі, потім повернулась до Відня і співала в Кернтнертор-театрі, а в 1818—1828 рр. в Віденській придворній опері, потім протягом двох сезонів співала в Берліні. Після завершення кар'єри співачка відкрила музичну школу в Берліні, де прожила до кінця свого життя.
Була прекрасною драматичною колоратурною співачкою, завдяки чому її прозвали німецькою Каталані. Особливо мала видатний успіх в опері «Евріанта», написаної для неї Вебером в 1823 році. Була одружена зі співаком-тенором, органістом і професором співу Іоганном Крістофом Грюнбаум.